# Línea C-5 (Cercanías Asturias)
La Línea C-5, anteriormente denominada F-5 (hasta 2012) y C-5f (2012-2021), es una línea de cercanías por vía estrecha de la red de Cercanías de Asturias gestionada por Renfe Cercanías AM. La línea recorre los concejos de Gijón, Siero, Noreña, Langreo, San Martín del Rey Aurelio y Laviana, usando el trazado del antiguo Ferrocarril del Langreo. 

## Trazado
Discurre íntegramente por la línea del histórico Ferrocarril de Langreo entre las estaciones de Gijón y Laviana. La infraestructura es actualmente gestionada por Adif y está catalogada como línea 752 de la Red Ferroviaria de Interés General. El trazado está electrificado en su totalidad a 1500 voltios en corriente continua. Cuenta con vía doble en el tramo La Florida-La Felguera-Vega (excepto el túnel de Curuxona), siendo el resto del trazado de vía única.

## Servicios
El contrato de OSP entre el Ministerio de Fomento y Renfe establece 17 frecuencias por sentido en días laborables entre Gijón y Laviana. Se complementa, desde El Berrón, con trenes procedentes o con destino Oviedo, con 4 frecuencias por sentido entre El Berrón y Laviana y 12 frecuencias semidirectas entre El Berrón y Gijón.
La línea enlaza en la estación de Gijón con las líneas de Media Distancia y Larga Distancia de Renfe Viajeros, además de las líneas C-1 y C-4 de Cercanías. En El Berrón, enlaza con la línea C-6 Oviedo-Infiesto y con el servicio regional Oviedo-Santander. Las localidades de La Felguera, Sama, Ciaño y El Entrego cuentan asimismo con servicios de la línea C-2 en sus respectivas estaciones de la línea de ancho ibérico, que no son contiguas a las del ferrocarril de Langreo.